# Família Rajapaksa
A família Rajapaksa é uma família do Sri Lanka que é proeminente na política. Foi uma das famílias mais poderosas do Sri Lanka durante a presidência de Mahinda Rajapaksa, onde muitos dos seus membros ocuparam altos cargos estatais no Sri Lanka. À medida que seu poder político crescia, houve relatos sugerindo que o país estava caminhando para a autocracia sob seu domínio. Após a inesperada derrota de Mahinda Rajapaksa nas eleições presidenciais de 2015, eles foram acusados de autoritarismo, corrupção, nepotismo e má governança. Na eleição presidencial de 2019, Gotabaya Rajapaksa, irmão de Mahinda Rajapaksa, disputou e venceu.